# Trey Canard
Trey Canard   (Oklahoma, 17 de setembre de 1990) és un antic pilot professional de motocròs nord-americà. Va competir als Campionats AMA entre el 2007 i el 2017 i en va guanyar un títol de motocròs i un de supercross. A banda, el 2010 va ser membre de l'equip dels Estats Units que va guanyar el Motocross des Nations.

## Palmarès
Títols per any
| Any  | Equip | Campionat             | Classe       |
| ---- | ----- | --------------------- | ------------ |
| 2008 | Honda | AMA Supercross        | 250cc (East) |
|      |       |                       |              |
| 2010 | Honda | AMA Motocross         | 250cc        |
| 2010 | Honda | Motocross des Nations | -            |